# Heinrich Fischer
Pour les articles homonymes, voir Fischer et Heinrich Fischer (homonymie).
Leopold Heinrich Fischer est un zoologiste et un minéralogiste allemand, né le 19 décembre 1817 à Fribourg-en-Brisgau et mort le 2 février 1886 dans cette même ville.

## Biographie
Il est le fils d’Aloys Fischer. Il fait des études de médecine à Fribourg-en-Brisgau mais aussi à Vienne. Il exerce la médecine à Fribourg-en-Brisgau et y enseigne la zoologie et la minéralogie à partir de 1845. D’abord assistant, il est nommé professeur en 1859.
Il est notamment l’auteur d’Orthoptera Europaea (1853), Clavis der Silicate (1864), Chronologischer Überblick über die allmalige Einführung der Mikroskopie in das Studium der Mineralogie, Petrographie und Paläontologie (1868), Kritische mikroscopie Studien (1869, 1871-1873), Nephrit und Jadeit nach ihren mineralogischen Eigenschaften, sowie nach ihrer urgerschichtlishen und ethnographischen Bedeutung (1875), ainsi de très nombreux articles scientifiques.
Il est l’un des meilleurs spécialistes de la classification des insectes de son époque. Après de nombreuses recherches en géologie, il se consacre à l’étude des peuples préhistoriques et étudie les outils de pierre d’un point de vue évolutif et de distribution géographique.